# Derarimus sumatraensis
Derarimus sumatraensis is een keversoort uit de familie snoerhalskevers (Anthicidae). De wetenschappelijke naam van de soort is voor het eerst geldig gepubliceerd in 1999 door Uhmann.